# AZS Uniwersytet Zielonogórski (piłka siatkowa)
AZS UZ Zielona Góra – sekcja siatkarska mężczyzn, funkcjonująca w ramach wielosekcyjnego klubu sportowego KU AZS Uniwersytetu Zielonogórskiego.